# Sistema de Transporte Aéreo de Próxima Geração
O Sistema de Transporte Aéreo da Próxima Geração, nomenclatura em português para Next Generation Air Transportation System (NextGen), é uma iniciativa de grande escala da Administração Federal de Aviação (FAA) para modernizar o NAS —Sistema Nacional de Espaço Aéreo norte-americano, originalmente abreviado NAS, National Airspace System, em inglês.
A FAA controla em média 90 mil voos diários no espaço aéreo norte-americano, número que deve se expandir para 125 mil voos em média, até 2035. Tanto companhias aéreas quanto agências reguladoras têm demandado uma atualização tecnológica dos sistemas de radar em terra, em prol de algo mais avançado.
Por meio do NextGen, a FAA tem buscado reformular a infraestrutura de controle de tráfego aéreo para comunicações, navegação, vigilância, automação e para o melhor gerenciamento de informações, melhorando os níveis de segurança, eficiência, capacidade, previsibilidade, flexibilidade e resiliência da aviação estadunidense. O escopo do NextGen inclui melhorias na infraestrutura dos aeroportos, novas tecnologias e procedimentos de tráfego aéreo e melhorias de segurança e proteção. O programa conta com uma variedade de tecnologias digitais, que conectam os sistemas de GPS via satélite diretamente com as cabines de aviões em qualquer lugar dos Estados Unidos. O NextGen também ajuda a reduzir os efeitos da aviação no meio ambiente.
As atividades do programa NextGen começaram em 2007, e devem ser concluídas até 2030, a um custo total de US$ 32 bilhões. Desse total, US$ 17 bilhões virão da FAA, através de passagens aéreas e de outras taxas. Espera-se que as empresas aéreas e outros proprietários de aeronaves invistam aproximadamente US$ 15 bilhões para equipar suas aeronaves com tecnologia atualizada.

## Antecedentes
O Sistema de Transporte Aéreo da Próxima Geração (NextGen) é a última geração de iniciativas para a melhoria da aviação nos Estados Unidos. A primeira geração surgiu depois que, em 1965, uma grave colisão aérea sobre o Grand Canyon acabou por ser o evento que estabeleceu os sistemas de espaço aéreo em rota e terminal e também culminou com a criação da Agência Federal de Aviação, a FAA. 
A segunda geração de iniciativas ocorreu após a greve dos controladores de tráfego aéreo de 1981, levando à criação do National Airspace System, responsável por modernizar todo o controle de tráfego aéreo estadunidense. Já nesta última geração, NextGen, a ideia é transformar os sistemas de transporte aéreo dos EUA e do mundo, para que possam melhor atender às necessidades econômicas e de transporte, sempre em constante expansão. 

## Capacidades principais
A seguir estão algumas das capacidades principais do programa NextGen: 
- Serviços de navegação de precisão de ampla área[5]:  posicionamento, navegação e cronometragem: O sistema de navegação e vigilância, baseado em satélite, permitirá que a FAA atenda ao crescimento previsto no tráfego aéreo nas próximas décadas, através do emprego de um conjunto de tecnologias escaláveis.
- Operações baseadas em trajetória de aeronaves[5]: com foco principal em operações de cruzeiro em alta altitude no espaço aéreo em rota, esta capacidade representa uma mudança do controle de tráfego aéreo tradicional, baseado em autorização, para um controle baseado em trajetória otimizada, que permitirá que as aeronaves voem em trajetórias de voo negociadas em quatro dimensões (4-D).
- Operações visuais equivalentes[5]: tecnologias de instrumentação de cabine de última geração, que podem viabilizar um nível de operação, equivalente ou melhor, do que as operações visuais, proporcionando operações de voo mais seguras e eficientes.
- Operações de chegada e partida de grande densidade[5]: principalmente em espaços aéreos ao redor dos aeroportos mais movimentados, esta capacidade pode reduzir, com segurança, a separação entre aeronaves em operações de superfície e terminais, maximizando o desempenho.